# Francesco di Baviera
Francesco Maria Leopoldo Wittelsbach (Monaco di Baviera, 10 ottobre 1875 – Monaco di Baviera, 25 gennaio 1957) era un membro della famiglia Wittelsbach.

## Biografia
Era il terzo figlio del re Luigi III di Baviera, e di sua moglie, l'arciduchessa Maria Teresa d'Asburgo-Este. Nacque a Schloss Leutstetten.

### Prima guerra mondiale
Inizialmente servì come comandante del 2° Infanterie-Regiments König, ma poco prima dello scoppio della prima guerra mondiale, gli fu dato il comando della 3ª Bayerische Infanteriebrigade, che fu in seguito ribattezzata 4° Infanterie-Brigade.. Il principe Francesco comandò questa brigata attraverso le sue vittorie a Fort Douaumont, Passchendaele e Kemmelberg.
Il 28 ottobre 1916 ricevette il comando dell'intera Bayerische Infanterie-Division. Tuttavia, durante l'estate 1918, la 4° Bayerische Infanterie-Division subì gravi perdite durante la battaglia della Somme e fu trasferita al fronte italiano per compiti di protezione del confine, dove rimase per il resto della guerra.

## Matrimonio
L'8 luglio 1912, sposò la principessa Isabella Antonia von Croÿ (1890-1982), figlia del principe Carlo Alfredo von Croÿ, nel castello di Weilburg.
La coppia ebbe sei figli:
| Nome             | Nascita           | Morte             | Note                                                               |
| ---------------- | ----------------- | ----------------- | ------------------------------------------------------------------ |
| Ludovico         | 22 giugno 1913    | 17 ottobre 2008   | sposò la principessa Irmingarda di Baviera.                        |
| Maria Elisabetta | 9 settembre 1914  | 13 maggio 2011    | sposò il principe brasiliano dom Pietro Enrico d'Orléans-Braganza. |
| Adelgonda Maria  | 9 giugno 1917     | 20 settembre 2004 | sposò il barone Zdenko von Hoenning-O'Carroll.                     |
| Eleonora Maria   | 11 settembre 1918 | 19 agosto 2009    | sposò il conte Konstantin di Waldburg-Zeil.                        |
| Dorotea          | 25 maggio 1920    | 5 luglio 2015     | sposò l'arciduca Goffredo d'Austria, principe di Toscana.          |
| Rasso            | 24 maggio 1926    | 12 settembre 2011 | sposò l'arciduchessa Teresa d'Austria-Toscana.                     |

## Antenati
|                                          |                        |                                            | Genitori                                    |  |  | Nonni |  |  | Bisnonni              |  |  | Trisnonni                          |  |
|                                          |                        |                                            |                                             |  |  |       |  |  | Ludovico I di Baviera |  |  | Massimiliano I Giuseppe di Baviera |  |
|                                          |                        |                                            |                                             |  |  |       |  |  | Ludovico I di Baviera |  |  | Massimiliano I Giuseppe di Baviera |  |
|                                          |                        | Augusta Guglielmina d'Assia-Darmstadt      |                                             |  |  |       |  |  | Ludovico I di Baviera |  |  |                                    |  |
| Luitpold di Baviera                      |                        |                                            |                                             |  |  |       |  |  | Ludovico I di Baviera |  |  |                                    |  |
|                                          |                        | Teresa di Sassonia-Hildburghausen          | Federico di Sassonia-Altenburg              |  |  |       |  |  |                       |  |  |                                    |  |
|                                          |                        | Teresa di Sassonia-Hildburghausen          | Federico di Sassonia-Altenburg              |  |  |       |  |  |                       |  |  |                                    |  |
|                                          |                        | Teresa di Sassonia-Hildburghausen          | Carlotta di Meclemburgo-Strelitz            |  |  |       |  |  |                       |  |  |                                    |  |
| Ludovico III di Baviera                  |                        | Teresa di Sassonia-Hildburghausen          |                                             |  |  |       |  |  |                       |  |  |                                    |  |
|                                          |                        | Leopoldo II di Toscana                     | Ferdinando III di Toscana                   |  |  |       |  |  |                       |  |  |                                    |  |
|                                          |                        | Leopoldo II di Toscana                     | Ferdinando III di Toscana                   |  |  |       |  |  |                       |  |  |                                    |  |
|                                          |                        | Leopoldo II di Toscana                     | Luisa Maria Amalia di Borbone-Napoli        |  |  |       |  |  |                       |  |  |                                    |  |
| Augusta Ferdinanda d'Asburgo-Toscana     |                        | Leopoldo II di Toscana                     |                                             |  |  |       |  |  |                       |  |  |                                    |  |
|                                          |                        | Maria Anna Carolina di Sassonia            | Massimiliano di Sassonia                    |  |  |       |  |  |                       |  |  |                                    |  |
|                                          |                        | Maria Anna Carolina di Sassonia            | Massimiliano di Sassonia                    |  |  |       |  |  |                       |  |  |                                    |  |
|                                          |                        | Maria Anna Carolina di Sassonia            | Carolina di Borbone-Parma                   |  |  |       |  |  |                       |  |  |                                    |  |
| Francesco di Baviera                     |                        | Maria Anna Carolina di Sassonia            |                                             |  |  |       |  |  |                       |  |  |                                    |  |
|                                          | Francesco IV di Modena | Ferdinando d'Asburgo-Este                  |                                             |  |  |       |  |  |                       |  |  |                                    |  |
|                                          | Francesco IV di Modena | Ferdinando d'Asburgo-Este                  |                                             |  |  |       |  |  |                       |  |  |                                    |  |
|                                          | Francesco IV di Modena | Maria Beatrice d'Este                      |                                             |  |  |       |  |  |                       |  |  |                                    |  |
| Ferdinando Carlo Vittorio d'Asburgo-Este | Francesco IV di Modena |                                            |                                             |  |  |       |  |  |                       |  |  |                                    |  |
|                                          |                        | Maria Beatrice di Savoia                   | Vittorio Emanuele I di Savoia               |  |  |       |  |  |                       |  |  |                                    |  |
|                                          |                        | Maria Beatrice di Savoia                   | Vittorio Emanuele I di Savoia               |  |  |       |  |  |                       |  |  |                                    |  |
|                                          |                        | Maria Beatrice di Savoia                   | Maria Teresa d'Asburgo-Este                 |  |  |       |  |  |                       |  |  |                                    |  |
| Maria Teresa Enrichetta d'Asburgo-Este   |                        | Maria Beatrice di Savoia                   |                                             |  |  |       |  |  |                       |  |  |                                    |  |
|                                          |                        | Giuseppe Antonio Giovanni d'Asburgo-Lorena | Leopoldo II d'Asburgo-Lorena                |  |  |       |  |  |                       |  |  |                                    |  |
|                                          |                        | Giuseppe Antonio Giovanni d'Asburgo-Lorena | Leopoldo II d'Asburgo-Lorena                |  |  |       |  |  |                       |  |  |                                    |  |
|                                          |                        | Giuseppe Antonio Giovanni d'Asburgo-Lorena | Maria Luisa di Borbone-Spagna               |  |  |       |  |  |                       |  |  |                                    |  |
| Elisabetta Francesca d'Asburgo-Lorena    |                        | Giuseppe Antonio Giovanni d'Asburgo-Lorena |                                             |  |  |       |  |  |                       |  |  |                                    |  |
|                                          |                        | Maria Dorotea di Württemberg               | Ludovico Federico Alessandro di Württemberg |  |  |       |  |  |                       |  |  |                                    |  |
|                                          |                        | Maria Dorotea di Württemberg               | Ludovico Federico Alessandro di Württemberg |  |  |       |  |  |                       |  |  |                                    |  |
|                                          |                        | Maria Dorotea di Württemberg               | Enrichetta di Nassau-Weilburg               |  |  |       |  |  |                       |  |  |                                    |  |
|                                          |                        | Maria Dorotea di Württemberg               |                                             |  |  |       |  |  |                       |  |  |                                    |  |